# شانه‌موش پیرسون
شانه‌موش پیرسون (نام علمی: Ctenomys pearsoni) نام یک گونه از سرده شانه‌موش است.